# Skype au
Skype auとは、auブランドを展開するKDDI、および沖縄セルラー電話が日本マイクロソフトとの提携により2014年6月30日まで提供していたスマートフォン及び一部のフィーチャーフォン向け通話アプリでSkypeのau向けカスタマイズ版といえるものである。

## 使用方法
Skype auを利用するには対応機種と専用アプリ(Skype for au)に加えてSkype IDが必要となる。
Skype IDについては、Skype au専用のIDと言ったものは存在せず通常のSkypeと共通のIDを使用する。そのため、通常のSkypeにて取得したIDをSkype auで使用することや、Skype auにて取得したIDを通常のSkypeにて使用することも可能となっている。
また、Skype IDを複数取得している場合はアプリにてログインしなおす事によって使用するIDを変更する事も可能である。
使用方法や通話料については通常のSkypeと同等で、Skype相手への通話は無料となる。ただし、料金プランによってはSkype auの利用料が別途発生する。

## 特徴
通常のSkypeはデータ通信用の回線を使って通話を実現しているため、回線の混雑等で通信速度が低下した場合に通話が途切れたり音質の低下などが発生するが、Skype auでは携帯電話の回線交換(通話用の専用回線)を利用するため、データ通信回線の混雑等に関わらず電話番号を使った通常の携帯電話の通話と同等の高品質な通話が可能となっている。ただし、通話先のSkypeが利用している回線の影響によっては品質が低下することもあり、品質が確保されるのはSkype au同士の通話のみである。
なお、固定電話や通常の携帯電話宛に発信しようとすると、自動的に携帯電話(au)回線からの発信となってしまい、いわゆるSkype Outで適用される格安の通話料は適用されなかったため、お互いにSkype(au)をインストールしていなければメリットは皆無であった。これはau自らが収入源を断つようなアプリを提供できないという企業防衛的な仕様であったが、結果的にLINE等の他のチャットアプリと比べて経済的なメリットがなく、使い勝手が良くなかったために利用が低迷し、早期にサービス終了に追い込まれた。
また、Skype auは携帯電話の回線交換を利用して通話する仕組みとなっているため、Wi-Fi等でデータ通信が可能であっても携帯電話の電波が届かないエリアでは利用できない。なお、グローバルパスポート（国際ローミング）にてau以外の回線を利用している時も利用できない。